# Black Christmas (2019)
Black Christmas is een Amerikaanse-Nieuw-Zeelandse horrorfilm uit 2019 van productiebedrijf Blumhouse Productions geregisseerd door Sophia Takal. Takal heeft samen met April Wolfe het script geschreven. Het is de tweede remake van de Canadese horrorfilm uit 1974. De eerste remake werd gemaakt in 2006. In de film wordt een groep studentes gevolgd die te maken krijgen met een volledig in zwart geklede stalker, die niet te herkennen is door zijn masker en gewaad.

## Verhaal
Naarmate kerst nadert en veel studenten terugkeren naar huis om kerst te vieren met hun families, komt er plots een in zwart geklede moordenaar tevoorschijn. Aan het begin loopt Lindsey (Lucy Currey) alleen over de campus. Plots krijgt diverse berichten van Calvin Hawthorne, de oprichter van de universiteit waar het verhaal zich afspeelt, ze verdenkt de man die achter haar aanloopt. Wanneer de man afslaat naar zijn eigen huis staat de in zwart geklede stalker plots voor haar en na een mislukte vluchtpoging wordt ze in het hart gestoken met een ijspegel door de man.

## Rolverdeling
- Imogen Poots als Riley Stone
- Aleyse Shannon als Kris Waterson
- Lily Donoghue als Marty Coolidge
- Brittany O'Grady als Jesse Bolton-Sinclair
- Caleb Eberhardt als Landon
- Cary Elwes als Professor Gelson
- Madeleine Adams als Helena Rittenhouse
- Ben Black als Phil McIllaney
- Simon Mead als Nate
- Nathalie Morris als Franny Abrams
- Zoë Robins als Oona Apteao
- Ryan McIntyre als Brian Huntley
- Mark Neilson als Gil O'Leary
- Lucy Currey als Lindsey Helman